# 合艾
7°1′N 100°28′E / 7.017°N 100.467°E
合艾（泰文：หาดใหญ่，英文：Hat Yai 或 Haad Yai）是泰國宋卡府最大的城市，人口160,000 （2005年人口普查）。行政区划上属于宋卡府合艾县。當地的馬來裔穆斯林與華裔比例数較高。

## 交通

### 铁路
合艾成为铁路始建以来，泰国南部的交通枢纽。合艾站作为在该国南部地区最大的火车站，是一个国际性的火车站。它可以处理28日每天的旅客列车，包括担任泰国国家铁路和2列车由担任马来西亚KTMB26列车。合艾也是当地火车在泰国南部的枢纽。
铁路与亚洲2号公路并行，而亚洲18号公路由合艾开始，并沿着马来半岛的东海岸向南而行。
合艾客运汽车站是泰国南部的主要枢纽。它连接到几乎每一个城镇和南部地区的城市和其他目的地，包括曼谷和呵叻府。合艾也有一个小型巴士总站，在泰国南部最大的小型巴士服务的中心。还有一些私营小型巴士服务其中重点旅游目的地，包括普吉岛，苏梅岛，帕岸岛，白巴拉在沙敦同行（在泰国南部的安达曼海上岛屿的枢纽），兰卡威，槟城，吉隆坡和新加坡。

### 机场

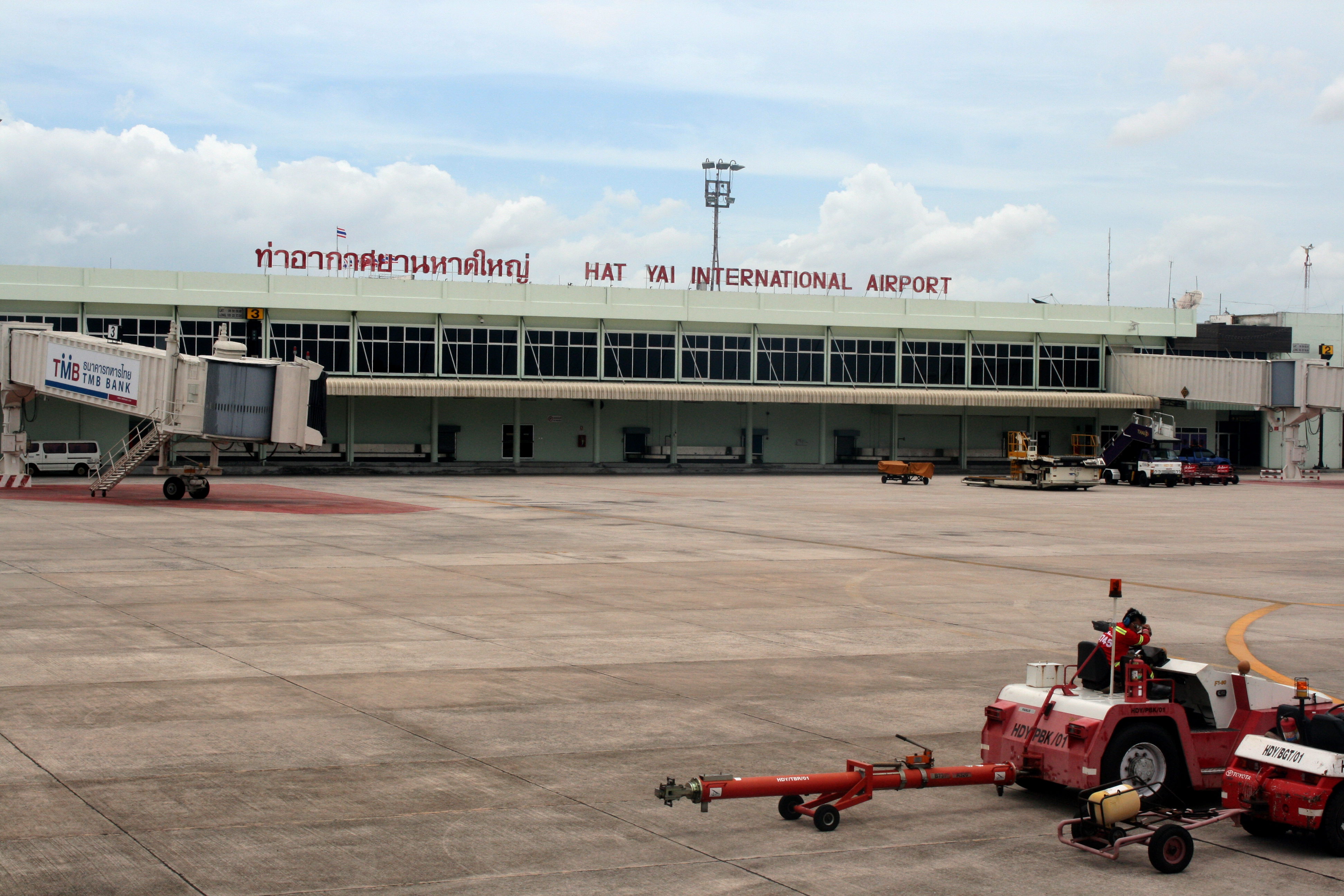
合艾国际机场

合艾国际机场到市中心有9公里，泰国各地的航班服务，连接吉隆坡和新加坡。它也是一个穆斯林到麦加朝圣的重要机场。

## 旅游景点
- 慈善寺
- 白钢佛塔（เจดีย์สแตนเลส）
- 合艾观音寺（พระโพธิสัตว์กวนอิม）
- 合艾公园
- 考库提寺（สำนักสงฆ์เขากุฏิ）
- 城柱神社
- 宋卡府国家博物馆
- 娜迦喷水雕像
- 宋卡红磨坊
- 宋卡三灵殿（关圣帝君庙）
- 金永市场
- 林波寺
- 泰佑寺
- 宋卡府中央清真寺
- 武林之道
- 亚洲文化村
- 敕赐庆寿寺
- 广道洞
- 合艾同聲善堂
- 合艾财神爷宫
- 洪帕迪塔兰寺
- 戈萨曼坤寺
- 龙象寺
- 普提卡兰寺（ดพุทธิการาม (ปลักกริมใน)）
- 合艾崇德寺（วัดหาดใหญ่สิตาราม）
- 空海寺（วัดคลองแห）
- 仰光大金寺复制品
- 合艾皇家睡佛

## 其他
1989年12月2日馬來亞共產黨，馬來西亞政府，泰王國政府三方簽訂《合艾和平協議》，象徵正式結束馬來亞全島41年武裝鬥爭。而馬來亞共產黨正式光榮和平解散。

## 外部連結
- 政府網站